# Tristan Klingsor
Tristan Klingsor pseudonimo di Léon Leclère (Lachapelle-aux-Pots, 8 agosto 1874 – Nogent-sur-Marne, 3 agosto 1966) è stato uno scrittore, pittore e critico d'arte francese, appartenne al cenacolo Les Apaches; nel 1952 gli fu assegnato il Premio Puvis de Chavannes.